# 아메트 네즈데트 세제르
아흐메트 네지데트 세제르(튀르키예어: Ahmet Necdet Sezer, 1941년 9월 13일 ~ )는 튀르키예의 제10대 대통령이다. 튀르키예 대국민의회는 2000년에 세제르를 전임자 쉴레이만 데미렐의 후임 대통령으로 선출하였다. 2007년 후임인 압둘라 귈에게 권력을 이양하고 퇴임하였다.